# NGC 4036
NGC 4036 é uma galáxia elíptica (E-S0) localizada na direcção da constelação de Ursa Major. Possui uma declinação de +61° 53' 46" e uma ascensão recta de 12 horas, 01 minutos e 27,0 segundos.
A galáxia NGC 4036 foi descoberta em 19 de Março de 1790 por William Herschel.